# Zatoka Króla Jerzego (Wyspa Króla Jerzego)
Zatoka Króla Jerzego (ang. King George Bay) – zatoka u południowych wybrzeży Wyspy Króla Jerzego, między przylądkami Lions Rump na zachodzie i Turret Point na wschodzie. Nazwę nadał w 1820 roku Edward Bransfield na cześć panującego ówcześnie brytyjskiego króla Jerzego III.